# Calendrier international féminin UCI 2020
Le calendrier international féminin UCI 2020 regroupe les compétitions féminines de cyclisme sur route organisées sous le règlement de l'Union cycliste internationale durant la saison 2020.
L'UCI World Tour féminin 2020 est présenté séparément. Les critériums ne sont pas notés.
De nombreuses épreuves sont annulées à cause de l'épidémie de Covid, ce qui explique l'état lacunaire du tableau.

## Calendrier des épreuves
| Calendrier UCI   | Calendrier UCI      | Calendrier UCI                                  | Calendrier UCI | Calendrier UCI                                             | Calendrier UCI |
| Date             | Pays                | Course                                          | Classe         | Vainqueur                                                  |                |
| ---------------- | ------------------- | ----------------------------------------------- | -------------- | ---------------------------------------------------------- | -------------- |
| 16 – 19 janv.    | Australie           | Women's Tour Down Under                         | 2.Pro          | Ruth Edwards (Trek-Segafredo)                              |                |
| 25 janv.         | Nouvelle-Zélande    | Gravel and Tar La Femme                         | 1.2            | Niamh Fisher-Black (Bigla-Katusha)                         |                |
| 25 janv.         | Turquie             | Grand Prix Belek                                | 1.2            | Olha Kulynych (Ciclotel)                                   |                |
| 30 janv.         | Australie           | Surf Coast Classic                              | 1.1            | Brodie Chapman (FDJ-Nouvelle Aquitaine-Futuroscope)        |                |
| 5 – 6 fév.       | Australie           | Womens Herald Sun Tour                          | 2.1            | Lucy Kennedy (Mitchelton-Scott)                            |                |
| 9 fév.           | Espagne             | Tour de la Communauté valencienne               | 1.1            | Marta Bastianelli (Alé BTC Ljubljana)                      |                |
| 13 fév.          | Turquie             | Grand Prix Alanya                               | 1.2            | Diana Klimova (Cogeas-Mettler-Look Pro Cycling Team)       |                |
| 14 fév.          | Turquie             | Grand Prix Gazipaşa                             | 1.2            | Olga Shekel (Astana Women's Team)                          |                |
| 17 – 20 fév.     | Émirats arabes unis | Dubai Women's Tour                              | 2.2            | Lucy van der Haar (Hitec Products-Birk Sport)              |                |
| 20 – 23 fév.     | Espagne             | Semaine cycliste valencienne                    | 2.2            | Anna van der Breggen (Boels Dolmans)                       |                |
| 28 fév. – 1 mars | Espagne             | Tour de Castellón                               | 2.2            | annulé/abandonné                                           |                |
| 29 fév.          | Turquie             | Grand Prix Velo Alanya                          | 1.2            | Daria Malkova (Cogeas-Mettler-Look Pro Cycling Team)       |                |
| 29 fév.          | Belgique            | Circuit Het Nieuwsblad                          | 1.1            | Annemiek van Vleuten (Mitchelton-Scott)                    |                |
| 1 mars           | Belgique            | Omloop van het Hageland                         | 1.1            | Lorena Wiebes (Parkhotel Valkenburg)                       |                |
| 1 mars           | Turquie             | Grand Prix Manavgat Side (Women)                | 1.2            | Hanna Tserakh (Minsk Cycling Club)                         |                |
| 3 mars           | Belgique            | Le Samyn des Dames                              | 1.2            | Chantal van den Broek-Blaak (Boels Dolmans)                |                |
| 13 mars          | Pays-Bas            | Drentse 8                                       | 1.2            | annulé/abandonné                                           |                |
| 18 mars          | Belgique            | Nokere Koerse                                   | 1.Pro          | annulé/abandonné                                           |                |
| 22 mars          | Belgique            | Circuit du Westhoek-Mémorial Stive Vermaut      | 1.1            | annulé/abandonné                                           |                |
| 1 avr.           | Belgique            | À travers les Flandres                          | 1.1            | annulé/abandonné                                           |                |
| 2 – 5 avr.       | États-Unis          | Joe Martin Stage Race                           | 2.2            | annulé/abandonné                                           |                |
| 8 – 12 avr.      | Pays-Bas            | Bloeizone Fryslân Tour                          | 2.1            | annulé/abandonné                                           |                |
| 13 avr.          | Belgique            | Ronde de Mouscron                               | 1.2            | annulé/abandonné                                           |                |
| 25 avr.          | Pays-Bas            | Circuit de Borsele                              | 1.1            | annulé/abandonné                                           |                |
| 29 avr. – 3 mai  | États-Unis          | Tour of the Gila                                | 2.2            | annulé/abandonné                                           |                |
| 30 avr. – 3 mai  | Tchéquie            | Gracia Orlová                                   | 2.2            | annulé/abandonné                                           |                |
| 1 – 2 mai        | Royaume-Uni         | Tour de Yorkshire                               | 2.1            | reporté                                                    |                |
| 6 – 8 mai        | Suède               | Tour d'Uppsala                                  | 2.2            | annulé/abandonné                                           |                |
| 8 – 10 mai       | Luxembourg          | Festival Elsy Jacobs                            | 2.Pro          | annulé/abandonné                                           |                |
| 8 mai            | Pays-Bas            | Veenendaal Veenendaal Classic                   | 1.1            | annulé/abandonné                                           |                |
| 10 mai           | Belgique            | Trofee Maarten Wynants                          | 1.1            | annulé/abandonné                                           |                |
| 12 – 14 mai      | Chine               | Tour de l'île de Zhoushan II                    | 2.2            |                                                            |                |
| 15 mai           | France              | La Classique Morbihan                           | 1.1            | annulé/abandonné                                           |                |
| 16 mai           | France              | Grand Prix de Plumelec-Morbihan                 | 1.1            | annulé/abandonné                                           |                |
| 17 mai           | Espagne             | Gran Premio Ciudad de Eibar                     | 1.2            | annulé/abandonné                                           |                |
| 20 – 24 mai      | France              | Tour de Bretagne                                | 2.2            | annulé/abandonné                                           |                |
| 21 – 24 mai      | Espagne             | Tour de Burgos                                  | 2.Pro          | annulé/abandonné                                           |                |
| 21 mai           | Ukraine             | Chabany Race                                    | 1.2            |                                                            |                |
| 22 mai           | Ukraine             | Horizon Park Race                               | 1.2            | annulé/abandonné                                           |                |
| 23 mai           | Ukraine             | Kiev Olimpic Ring Women Race                    | 1.2            |                                                            |                |
| 24 mai           | Ukraine             | VR Women ITT                                    | 1.2            |                                                            |                |
| 26 – 31 mai      | Allemagne           | Tour de Thuringe                                | 2.Pro          | annulé/abandonné                                           |                |
| 31 mai           | Chine               | Tour de Taiyuan                                 | 1.2            |                                                            |                |
| 4 juin           | Canada              | Tour de Gatineau                                | 1.1            | annulé/abandonné                                           |                |
| 5 juin           | Canada              | Chrono Gatineau                                 | 1.1            | annulé/abandonné                                           |                |
| 6 juin           | Pays-Bas            | Omloop van de IJsseldelta                       | 1.2            |                                                            |                |
| 7 juin           | Belgique            | Dwars door de Westhoek                          | 1.1            | annulé/abandonné                                           |                |
| 14 juin          | Belgique            | Diamond Tour                                    | 1.1            | annulé/abandonné                                           |                |
| 25 – 28 juin     | Belgique            | Tour de Belgique                                | 2.1            | annulé/abandonné                                           |                |
| 2 – 5 juill.     | Tchéquie            | Tour de Feminin - O cenu Českého Švýcarska      | 2.2            | annulé/abandonné                                           |                |
| 5 juill.         | Belgique            | Argenta Classic-2 Districtenpijl Ekeren-Deurne  | 1.2            | annulé/abandonné                                           |                |
| 9 – 12 juill.    | Belgique            | Baloise Ladies Tour                             | 2.1            | annulé/abandonné                                           |                |
| 10 juill.        | États-Unis          | Chrono Kristin Armstrong                        | 1.2            |                                                            |                |
| 11 juill.        | Turquie             | Grand Prix Erciyes féminin                      | 1.2            | annulé/abandonné                                           |                |
| 12 juill.        | Canada              | Tour de Delta                                   | 1.2            | annulé/abandonné                                           |                |
| 12 juill.        | Turquie             | Grand Prix Kayseri WE                           | 1.2            | annulé/abandonné                                           |                |
| 22 juill.        | Espagne             | Emakumeen Nafarroako Klasikoa                   | 1.1            | Annemiek van Vleuten (Mitchelton-Scott)                    |                |
| 23 juill.        | Espagne             | Clasica Femenina Navarra                        | 1.1            | Annemiek van Vleuten (Mitchelton-Scott)                    |                |
| 25 juill.        | Espagne             | Classique de Saint-Sébastien                    | 1.Pro          | annulé/abandonné                                           |                |
| 26 juill.        | Espagne             | Durango-Durango Emakumeen Saria                 | 1.1            | Annemiek van Vleuten (Mitchelton-Scott)                    |                |
| 30 – 31 juill.   | France              | Kreiz Breizh                                    | 2.2            |                                                            |                |
| 1 août           | Belgique            | Erondegemse Pijl                                | 1.2            | annulé/abandonné                                           |                |
| 3 – 8 août       | France              | Tour d'Occitanie                                | 2.2            |                                                            |                |
| 15 août          | Belgique            | Flanders Ladies Classic-Sofie De Vuyst          | 1.2            | annulé/abandonné                                           |                |
| 15 août          | Royaume-Uni         | RideLondon-Classique                            | 1.Pro          | annulé/abandonné                                           |                |
| 15 août          | France              | La Périgord Ladies                              | 1.2            | Sheyla Gutiérrez (Movistar Team)                           |                |
| 18 août          | Italie              | Tour d'Émilie                                   | 1.Pro          | Cecilie Uttrup Ludwig (FDJ-Nouvelle Aquitaine-Futuroscope) |                |
| 21 – 23 août     | Pays-Bas            | Watersley Womens Challenge                      | 2.2            |                                                            |                |
| 21 – 23 août     | Royaume-Uni         | Tour d'Écosse                                   | 2.1            |                                                            |                |
| 23 août          | Belgique            | MerXem Classic                                  | 1.1            | annulé/abandonné                                           |                |
| 27 – 30 août     | États-Unis          | Colorado Classic                                | 2.1            | annulé/abandonné                                           |                |
| 28 août          | France              | La Picto-Charentaise                            | 1.2            | annulé/abandonné                                           |                |
| 28 – 30 août     | Italie              | Tour de Toscane féminin-Mémorial Michela Fanini | 2.2            | annulé/abandonné                                           |                |
| 31 août          | Belgique            | Grand Prix Eco-Struct                           | 1.2            | Lorena Wiebes (Sunweb)                                     |                |
| 3 – 9 sept.      | France              | Tour de l'Ardèche                               | 2.1            | Lauren Stephens (Tibco-Silicon Valley Bank)                |                |
| 3 sept.          | Turquie             | Grand Prix Develi féminines                     | 1.2            | Laura Toconas (Colnago CM Team)                            |                |
| 4 sept.          | Turquie             | Grand Prix Cappadocia Women                     | 1.2            | Valeriya Kononenko (Ciclotel)                              |                |
| 5 – 10 sept.     | Malaisie            | Tour de Malaisie                                | 2.2            | annulé/abandonné                                           |                |
| 5 sept.          | Turquie             | Grand Prix Mount Erciyes 2200 mt                | 1.2            | Maria Novolodskaya (Cogeas-Mettler-Look Pro Cycling Team)  |                |
| 6 sept.          | Turquie             | Grand Prix World's Best High Altitude           | 1.2            | Maria Novolodskaya (Cogeas-Mettler-Look Pro Cycling Team)  |                |
| 13 sept.         | France              | Grand Prix de Fourmies                          | 1.2            | annulé/abandonné                                           |                |
| 14 sept.         | Turquie             | Grand Prix Velo Erciyes                         | 1.2            | Valeriya Kononenko (Ciclotel)                              |                |
| 15 sept.         | Turquie             | Grand Prix Central Anatolia                     | 1.2            | Tamara Dronova                                             |                |
| 19 sept.         | Belgique            | Tour de la Semois                               | 1.2            | Inge van der Heijden (Centre mondial du cyclisme)          |                |
| 20 sept.         | France              | Grand Prix d'Isbergues                          | 1.2            | Chloe Hosking (Rally Cycling)                              |                |
| 4 oct.           | Italie              | Grand Prix Bruno Beghelli                       | 1.Pro          | annulé/abandonné                                           |                |
| 7 oct.           | Belgique            | Flèche brabançonne                              | 1.1            | Grace Brown (Mitchelton-Scott)                             |                |
| 14 – 16 oct.     | Thaïlande           | Tour de Thaïlande                               | 2.1            | Jutatip Maneephan (Alé BTC Ljubljana)                      |                |
| 18 oct.          | France              | Chrono des Nations-Les Herbiers-Vendée          | 1.1            | annulé/abandonné                                           |                |
| 7 – 11 nov.      | Colombie            | Tour de Colombie                                | 2.2            | Miryam Núñez (Liro Sport-Alcaldía La Vega)                 |                |

## Classements finals
| Classement par points | Classement par points | Classement par points | Classement par points              | Classement par points |
| Coureuse              | Coureuse              | Pays                  | Équipe                             | Points                |
| --------------------- | --------------------- | --------------------- | ---------------------------------- | --------------------- |
| 1re                   | Anna van der Breggen  | Pays-Bas              | Boels Dolmans                      | 2560 pts              |
| 2e                    | Elisa Longo Borghini  | Italie                | Trek-Segafredo                     | 2532 pts              |
| 3e                    | Annemiek van Vleuten  | Pays-Bas              | Mitchelton-Scott                   | 2226 pts              |
| 4e                    | Lisa Brennauer        | Allemagne             | Ceratizit-WNT Pro Cycling          | 1943 pts              |
| 5e                    | Lizzie Deignan        | Royaume-Uni           | Trek-Segafredo                     | 1896 pts              |
| 6e                    | Marianne Vos          | Pays-Bas              | CCC-Liv                            | 1422 pts              |
| 7e                    | Liane Lippert         | Allemagne             | Sunweb                             | 1407 pts              |
| 8e                    | Lotte Kopecky         | Belgique              | Lotto Soudal Ladies                | 1380 pts              |
| 9e                    | Cecilie Uttrup Ludwig | Danemark              | FDJ-Nouvelle Aquitaine-Futuroscope | 1287 pts              |
| 10e                   | Ellen van Dijk        | Pays-Bas              | Trek-Segafredo                     | 1123 pts              |

| Classement par points | Classement par points | Classement par points | Classement par points              | Classement par points |
| Coureuse              | Coureuse              | Pays                  | Équipe                             | Points                |
| --------------------- | --------------------- | --------------------- | ---------------------------------- | --------------------- |
| 1re                   | Anna van der Breggen  | Pays-Bas              | Boels Dolmans                      | 2560 pts              |
| 2e                    | Elisa Longo Borghini  | Italie                | Trek-Segafredo                     | 2532 pts              |
| 3e                    | Annemiek van Vleuten  | Pays-Bas              | Mitchelton-Scott                   | 2226 pts              |
| 4e                    | Lisa Brennauer        | Allemagne             | Ceratizit-WNT Pro Cycling          | 1943 pts              |
| 5e                    | Lizzie Deignan        | Royaume-Uni           | Trek-Segafredo                     | 1896 pts              |
| 6e                    | Marianne Vos          | Pays-Bas              | CCC-Liv                            | 1422 pts              |
| 7e                    | Liane Lippert         | Allemagne             | Sunweb                             | 1407 pts              |
| 8e                    | Lotte Kopecky         | Belgique              | Lotto Soudal Ladies                | 1380 pts              |
| 9e                    | Cecilie Uttrup Ludwig | Danemark              | FDJ-Nouvelle Aquitaine-Futuroscope | 1287 pts              |
| 10e                   | Ellen van Dijk        | Pays-Bas              | Trek-Segafredo                     | 1123 pts              |

| Classement par équipes aux points | Classement par équipes aux points  | Classement par équipes aux points | Classement par équipes aux points |
| Équipe                            | Équipe                             | Pays                              | Points                            |
| --------------------------------- | ---------------------------------- | --------------------------------- | --------------------------------- |
| 1re                               | Trek-Segafredo                     | États-Unis                        | 6931.98 pts                       |
| 2e                                | Boels Dolmans                      | Pays-Bas                          | 5385.35 pts                       |
| 3e                                | Mitchelton-Scott                   | Australie                         | 4775 pts                          |
| 4e                                | Sunweb Women                       | Pays-Bas                          | 3847.65 pts                       |
| 5e                                | Bigla-Katusha                      | Suisse                            | 3222.68 pts                       |
| 6e                                | CCC-Liv                            | Pologne                           | 3138 pts                          |
| 7e                                | Ceratizit-WNT Pro Cycling          | Allemagne                         | 3067.01 pts                       |
| 8e                                | Alé BTC Ljubljana                  | Italie                            | 2920.32 pts                       |
| 9e                                | Canyon-SRAM Racing                 | Allemagne                         | 2770.33 pts                       |
| 10e                               | FDJ-Nouvelle Aquitaine-Futuroscope | France                            | 2699 pts                          |

| Classement par équipes aux points | Classement par équipes aux points  | Classement par équipes aux points | Classement par équipes aux points |
| Équipe                            | Équipe                             | Pays                              | Points                            |
| --------------------------------- | ---------------------------------- | --------------------------------- | --------------------------------- |
| 1re                               | Trek-Segafredo                     | États-Unis                        | 6931.98 pts                       |
| 2e                                | Boels Dolmans                      | Pays-Bas                          | 5385.35 pts                       |
| 3e                                | Mitchelton-Scott                   | Australie                         | 4775 pts                          |
| 4e                                | Sunweb Women                       | Pays-Bas                          | 3847.65 pts                       |
| 5e                                | Bigla-Katusha                      | Suisse                            | 3222.68 pts                       |
| 6e                                | CCC-Liv                            | Pologne                           | 3138 pts                          |
| 7e                                | Ceratizit-WNT Pro Cycling          | Allemagne                         | 3067.01 pts                       |
| 8e                                | Alé BTC Ljubljana                  | Italie                            | 2920.32 pts                       |
| 9e                                | Canyon-SRAM Racing                 | Allemagne                         | 2770.33 pts                       |
| 10e                               | FDJ-Nouvelle Aquitaine-Futuroscope | France                            | 2699 pts                          |

| \| Rang \| Pays \| Points \| \| ---- \| ----------- \| ------- \| \| 1er \| Pays-Bas \| 8314,5 \| \| 2e \| Italie \| 4588.33 \| \| 3e \| Allemagne \| 3806.66 \| \| 4e \| Royaume-Uni \| 3037.5 \| \| 5e \| Australie \| 2906 \| \| 6e \| Belgique \| 2139 \| \| 7e \| États-Unis \| 2085.66 \| \| 8e \| Danemark \| 1973.17 \| \| 9e \| Pologne \| 1612 \| \| 10e \| Espagne \| 1595 \| |             |         |
| Rang | Pays        | Points  |
| 1er | Pays-Bas    | 8314,5  |
| 2e | Italie      | 4588.33 |
| 3e | Allemagne   | 3806.66 |
| 4e | Royaume-Uni | 3037.5  |
| 5e | Australie   | 2906    |
| 6e | Belgique    | 2139    |
| 7e | États-Unis  | 2085.66 |
| 8e | Danemark    | 1973.17 |
| 9e | Pologne     | 1612    |
| 10e | Espagne     | 1595    |